# Котёл (гора)
Котёл — лесистая гора на Среднем Урале, в муниципальном округе Первоуральск Свердловской области России. Высота — 495,1 метра над уровнем моря.

## Наименование
С восточной стороны горы Котёл образовалась огромная впадина, что с виду действительно напоминает котёл. Благодаря этой особенности гора получила своё название.

## География
Гора Котёл расположена в глухой лесистой местности, к северо-востоку от города Первоуральска, приблизительно в 12 километрах по прямой от центра города. Высота вершины — 495,1 метра над уровнем моря. Вершина горы Котёл является отличным местом для обзора окрестностей. В ясную погоду неё открывается вид на Екатеринбург.
Котёл является одной из вершин горной цепи Уральского хребта, который в данной местности тянется в основном с северо-северо-запада на юго-юго-восток. По хребту проходит граница между Европой и Азией, а на вершине Котла установлен пограничный знак. Со всех сторон гора Котёл окружена сосновым лесом. В 1 километре к западу-северо-западу от вершины Котла расположена гора Луковка, а в 3,2 километра к северо-западу — гора Рыжанкова.
Котёл не является самой высокой горой в северных окрестностях Первоуральска — выше неё рядом расположены горы:
- Листвяная (высотой 516,6 метра) — в 4 километрах к югу-юго-востоку от вершины Котла[1],
- Чернижная (508,2 метра) — в 5 километрах к северу-северо-западу от вершины Котла[1].

Через Котёл по Уральским горам проходит водораздел рек западного Волго-Камского и восточного Обско-Иртышского речных бассейнов. В западных окрестностях горы начинаются реки:
- Мариинская — левый приток Шайтанки, впадающей в пределах Первоуральска в Чусовую,
- Афанасьевка — левый приток Мариинской.

На северо-восточном склоне начинается река Малая Чёрная и её безымянный приток.

### Путь на гору
Добраться до горы Котёл можно по лесной дороге из Первоуральска, ведущей со стороны жилых районов Молодёжного и Пильной. Кратчайшее расстояние по дороге от черты города до вершины — приблизительно 6 километров. Добраться можно пешком или на транспортном средстве повышенной проходимости (на велосипеде, мотоцикле, квадроцикле, вездеходе, снегоходе или внедорожнике). В зимнее время на гору Котёл может прокладываться лыжня.
Более опытные путешественники могут воспользоваться сложными лесными путями со стороны села Таватуй и посёлка Аять при одноимённых железнодорожных станциях, расположенных к северу и северо-востоку от горы, в Невьянском районе.

## Знак «Европа-Азия»
В мае 2011 года умельцами из Новоуральска и Екатеринбурга на горе Котёл был установлен пограничный знак «Европа-Азия». Он представляет собой столб с двусторонним указателем с подписями направлений Европы и Азии, на каждом из которых сидят белые голуби. На линии симметрии знака голуби соприкасаются клювами. Под столбиком лежат 11 камней по числу участников установки знака.
Задумщиком творения является местный путешественник и краевед Пётр Викторович Ушаков. В построении чертежа Петру Ушакову помогала Анна Лебёдкина.